# ميركا كابريرا
ميركا كابريرا هي متسابقة ملكة الجمال إكوادورية، ولدت في 10 سبتمبر 1994 في ماتشالا في الإكوادور.